# Stade Brinco de Ouro da Princesa
Le stade Brinco de Ouro da Princesa, ou stade Brinco de Ouro, est un stade brésilien, situé dans la ville de Campinas, dans l'État de São Paulo.
Il appartient au club de football de Guarani Futebol Clube. 

## Histoire

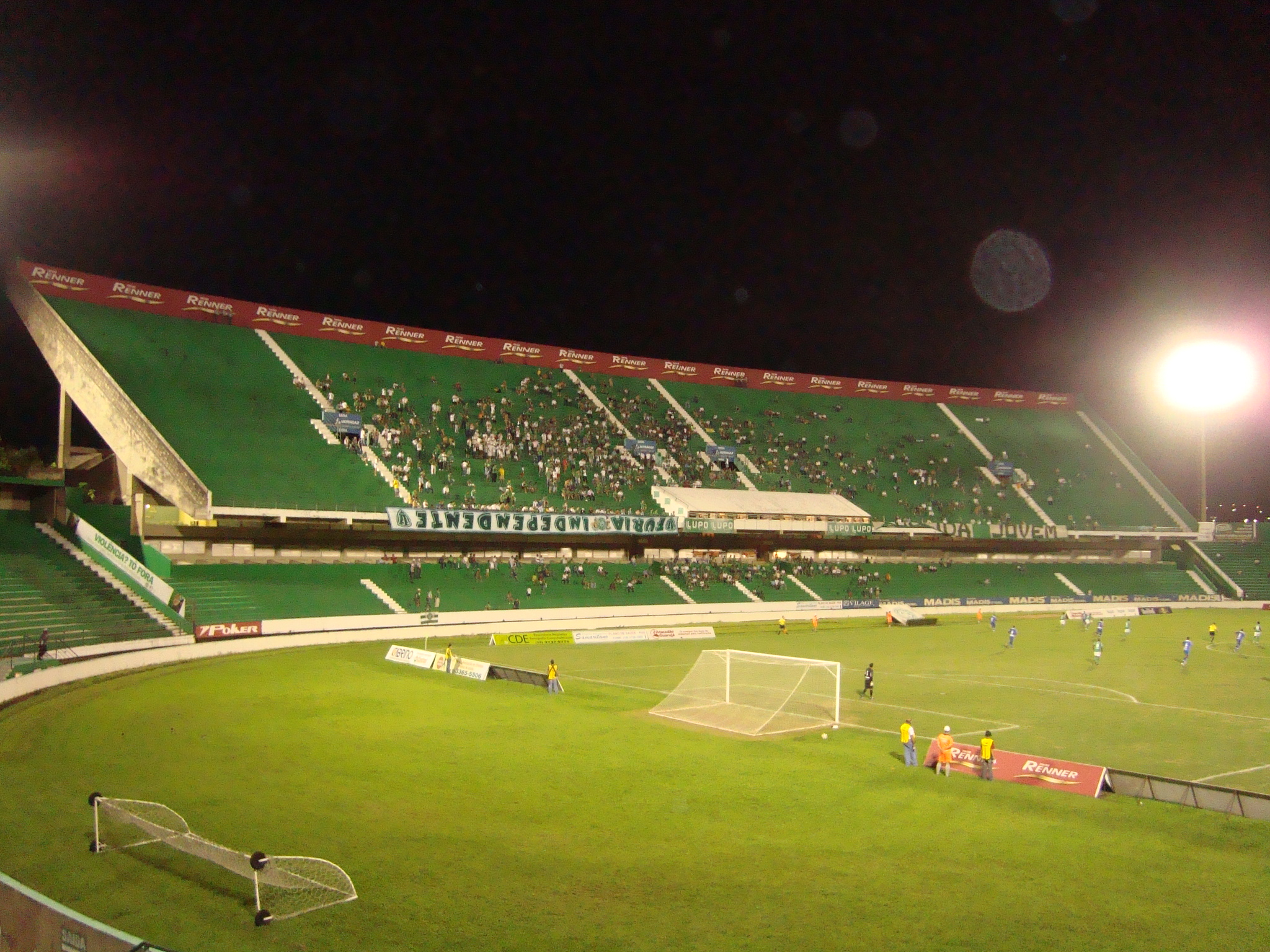
Vue intérieure du stade

L'Estádio Brinco de Ouro à Campinas, une ville d'un peu plus d'un million d'habitants dans l'État de São Paulo au sud du Brésil, a été construit entre 1951 et 1953 et ouvert le 31 mai 1953. Le futur club utilisateur Guarani FC et Palmeiras São Paulo se sont rencontrés pour le premier match. Le Guarani FC a battu le prestigieux club de São Paulo 3 à 1.
Depuis son ouverture, le stade sert au Guarani FC comme lieu pour ses matchs à domicile. Le club a joué en première division brésilienne pendant près de trente ans et a pu remporter le titre de champion du Brésil en 1978. Un an plus tard, il joue également la Copa Libertadores. Pendant cette apogée du club, l' Estádio Brinco de Ouro a été agrandi et à partir de 1980, il a offert de l'espace pour plus de 50 000 personnes. Le record de fréquentation est établi le 15 avril 1982, lorsque 52 000 spectateurs assistent au match contre Flamengo que le club de Rio de Janeiro gagne 3 à 2.
Alors que le succès du Guarani FC décline à partir des années 80, et aussi en raison de la montée du AA Ponte Preta en tant que club le plus titré de Campinas, la capacité de l' Estádio Brinco de Ouro a été réduite lors de travaux de rénovation en 2002 puis en 2006. Le stade accueille actuellement 29 130 spectateurs restant toujours le plus grand stade de la ville.